# Bembézar
Der Río Bembézar ist ein 126 km langer rechter (nördlicher) Nebenfluss des Guadalquivir im Süden Spaniens.

## Geographie
Der Bembézar entspringt nahe der Ortschaft Azuaga in der Provinz Badajoz. Er fließt in zahlreichen Schleifen in südöstlicher Richtung. In der benachbarten Provinz Córdoba wird er gestaut und fließt östlich an der Ortschaft Hornachuelos vorbei. Schließlich fließt er nur noch in südlicher Richtung und vereint sich ca. 6 km südlich des im 19. Jahrhundert erbauten Schlosses von Moratalla mit dem Guadalquivir.

## Nebenflüsse
Zahlreiche Bäche (arroyos) münden in den Río Bembézar; der einzig nennenswerte Nebenfluss ist der Río Sotillo.

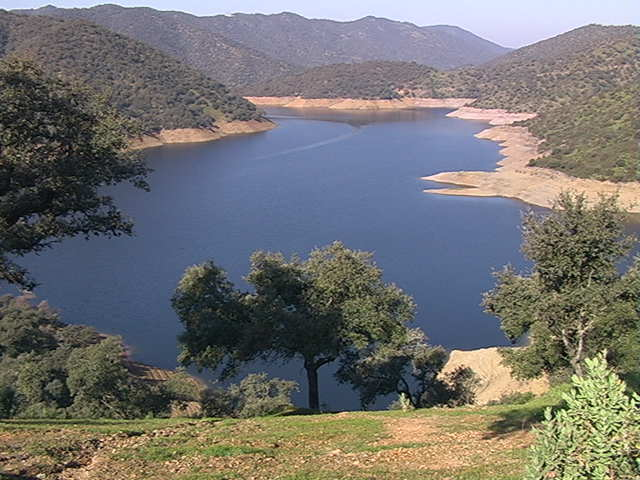
Bembézar-Stausee

## Sonstiges
In seinem Verlauf durchquert der Río Bembézar den Nationalpark Sierra de Hornachuelos.